# Liste du patrimoine mondial au Costa Rica
Cet article recense les sites inscrits au patrimoine mondial au Costa Rica.

## Statistiques
Le Costa Rica ratifie la Convention pour la protection du patrimoine mondial, culturel et naturel le 23 août 1977. Le premier site protégé est inscrit en 1983.
En 2015, le Costa Rica compte 4 sites inscrits au patrimoine mondial, 1 culturel et 3 naturels.
Le pays a également soumis 1 site naturel à la liste indicative.

## Listes

### Patrimoine mondial
Les biens costariciens suivants sont inscrits au patrimoine mondial. Les noms et les graphies sont celles choisies par l'UNESCO.
| Bien                                                                                  | Province             | Type                              | Date | Superficie (ha) | Lien | Notes | Coordonnées | Illus. |
| ------------------------------------------------------------------------------------- | -------------------- | --------------------------------- | ---- | --------------- | ---- | --- | --- | ------ |
| Établissements de chefferies précolombiennes avec des sphères mégalithiques du Diquís | Puntarenas           | Culturel, (iii)                   | 2014 | 24,73           | 1453 | Bien sériel constitué de quatre sites distincts : - Finca 6 (es) - Batambal - El Silencio (en) - Grijalba | 8° 54′ 40″ N, 83° 28′ 41″ O 8° 58′ 08″ N, 83° 28′ 37″ O 8° 57′ 04″ N, 83° 26′ 28″ O 8° 58′ 55″ N, 83° 31′ 23″ O |        |
| Parc national de l'île Cocos (es)                                                     | Puntarenas           | Naturel, (ix), (x)                | 1997 | 199 790         | 820  | La partie maritime du bien est étendue en 2002. | 5° 31′ 59″ nord, 87° 04′ 01″ ouest                                                                              |        |
| Réserves de la cordillère de Talamanca-La Amistad (es) / Parc national La Amistad     | Limón                | Naturel, (vii), (viii), (ix), (x) | 1983 | 570 045         | 205  | Site transfrontalier commun avec le Panama. La superficie indiquée est celle de l'ensemble ; environ deux-tiers du bien sont situés au Costa-Rica, le reste au Panama. Après son inscription, le bien est étendu en 1990. | 9° 24′ 25″ nord, 82° 56′ 20″ ouest                                                                              |        |
| Zone de conservation de Guanacaste                                                    | Alajuela, Guanacaste | Naturel, (ix), (x)                | 1999 | 147 000         | 928  | Étendue en 2004. | 10° 51′ 00″ nord, 85° 37′ 01″ ouest                                                                             |        |

### Liste indicative
Le site suivant est inscrit sur la liste indicative.
| Site                                                            | Province   | Type               | Date | Lien | Notes | Coordonnées                             | Illus. |
| --------------------------------------------------------------- | ---------- | ------------------ | ---- | ---- | ----- | --------------------------------------- | ------ |
| Parc national Corcovado et réserve biologique de l'île del Caño | Puntarenas | Naturel (vii), (x) | 2003 | 1795 |       | 8° 33′ N, 83° 35′ O 8° 42′ N, 83° 52′ O |        |